# FC Zaanstad
FC Zaanstad is een Nederlandse amateurzaalvoetbalclub uit Zaanstad.

## Geschiedenis
De club is in 2010 opgericht door een aantal jongens in Zaandam. FC Zaanstad speelde eerst op het veld, waarna de club in het seizoen 2016/2017 begon met de regionale zaalvoetbalcompetitie met de clubs uit de regio Zaanstreek. Vanaf het seizoen 2018/2019 werd de club officieel een vereniging en mochten ze in de KNVB competitie spelen.

### Dovenafdeling
In 2020 werd de dovenafdeling opgericht en sloten ongeveer 50 doven en slechthorenden zich aan bij de club. De club wil graag werken aan de inclusiviteit van de doven en slechthorenden in de Nederlandse maatschappij. De dovenafdeling richt zich tot de dovencompetitie van KNVB, internationale toernooien en Deaf Champions League. Tussen 2020 en nu wonnen doventeams van FC Zaanstad in totaal vijftien prijzen en zijn ze vier keer in Europa gegaan.

## Erelijst

### Nederland
| Competitie                    | Aantal | Jaren                  |
| ----------------------------- | ------ | ---------------------- |
| Dovencompetitie - mannen      |        |                        |
| Nederlands landskampioenschap | 4x     | 2022, 2023, 2024, 2025 |
| Pieter Schiltmanscup (beker)  | 3x     | 2022, 2024, 2025       |
| Nederlands supercup           | 3x     | 2022, 2023, 2024       |
| Nederlands 2e klasse          | 1x     | 2022                   |
| Dovencompetitie - vrouwen     |        |                        |
| Pieter Schiltmanscup (beker)  | 1x     | 2024                   |
| Regionaal - mannen            |        |                        |
| Koepelcompetitie, 3e Klasse   | 1x     | 2022                   |

### FC Zaanstad in Europa
| Deaf Champions League                   |             |        |      |
| Onder 21                                | Madrid      | 6e     | 2021 |
| Mannen                                  | Göthenburg  | 6e     | 2023 |
| Mannen                                  | Guadalajara | 8e     | 2024 |
| Mannen                                  | Huelva      |        | 2025 |
| Vriendschappelijke toernooien - mannen  |             |        |      |
| USLS Metz                               | Metz        | 4e     | 2020 |
| GSC Berne                               | Bern        | 8e     | 2023 |
| GSFV Herne                              | Herne       | Goud   | 2024 |
| GDVV Martinistad                        | Groningen   | Goud   | 2024 |
| Vriendschappelijke toernooien - vrouwen |             |        |      |
| GDVV Martinistad                        | Groningen   | Zilver | 2024 |